# Coppa dei Balcani 1991-1992
La Coppa dei Balcani per club 1991-1992 è stata la venticinquesima edizione della Coppa dei Balcani, la competizione per squadre di club della penisola balcanica e Turchia.
È stata vinta dai turchi del Sarıyer, al loro primo titolo.

## Squadre partecipanti
Partecipano le vincitrici dei campionati di seconda divisione dei vari paesi.
| Squadra         | Titolo                                                        |
| --------------- | ------------------------------------------------------------- |
| Tomori          | vincitore Kategoria e Dytë 1990-1991 (Albania)                |
| Hebăr Pazardžik | vincitore B Profesionalna Futbolna Grupa 1990-1991 (Bulgaria) |
| Ethnikos Pireo  | vincitore Beta Ethniki 1990-1991 (Grecia)                     |
| Oțelul Galați   | vincitore Divizia B 1990-1991 (Romania)                       |
| Sarıyer         | vincitore TFF 1. Lig 1990-1991 (Turchia)                      |

## Primo turno
| Squadra 1      | Totale | Squadra 2       | Andata     | Ritorno    |
| -------------- | ------ | --------------- | ---------- | ---------- |
|                |        |                 | 17.09.1991 | 01.10.1991 |
| Sarıyer        | 3–1    | Hebăr Pazardžik | 2–0        | 1–1        |
| Ethnikos Pireo | —      | —               | —          | —          |
| Tomori         | —      | —               | —          | —          |
| Oțelul Galați  | —      | —               | —          | —          |

## Semifinali
| Squadra 1 | Totale | Squadra 2      | Andata     | Ritorno    |
| --------- | ------ | -------------- | ---------- | ---------- |
|           |        |                | 29.10.1991 | 12.11.1991 |
| Sarıyer   | 5–3    | Ethnikos Pireo | 5–0        | 0–3        |
|           |        |                | 07.11.1991 | 20.11.1991 |
| Tomori    | 2–4    | Oțelul Galați  | 2–0        | 0–4        |

## Finale
| Squadra 1     | Totale | Squadra 2 | Andata     | Ritorno    |
| ------------- | ------ | --------- | ---------- | ---------- |
|               |        |           | 31.03.1992 | 14.04.1992 |
| Oțelul Galați | 0–1    | Sarıyer   | 0–0        | 0–1        |

| Arbitro: | Giorgos Koukoules (Grecia) |

| |            | |
| Tudorel Călugăru (38' Damian Băncilă) Gelu Popescu Viorel Anghelinei Adrian Nicoară Cătălin Tofan Iulian Bedreagă Viorel Tănase (60' Radu Caşuba) Ionel Chebac Marin Nedelcearu Viorel Ion Mitică Ragea | Formazioni | Detlef Müller Mehmet Kaplan Ivan Vishnevski Yasar Yigit Soner Tolungüç Birol Demirhan Mecnun Çolak Feridun Alkan Cengiz Güzeltepe Erdi Demir (46' Alexander Gaidash, 67' Osman Yıldırım) Sercan Görgülü |
| Ion Moldovan | Allenatori | Ahmet Suat Özyazici |

| Arbitro: | Branimir Babarogić (Jugoslavia) |

| |            | |
| Çolak 73’ | Marcatori  | |
| Detlef Müller Mehmet Kaplan Yaşar Yiğit Soner Tolungüç Birol Demirhan Osman Yildırım Mecnun Çolak Feridun Alkan Cengiz Güzeltepe Alexander Gaidash Erdi Demir | Formazioni | Tudorel Călugăru Gelu Popescu Viorel Anghelinei Ionel Budacă Cătălin Tofan Marin Nedelcearu (60' Iulian Bedreagă ) Costin Maleş Viorel Tănase Viorel Ion Mitică Ragea Ion Profir |
| Ahmet Suat Özyazici | Allenatori | Ion Moldovan |